# Christopher Moynihan
Christopher Moynihan (nacido el 1 de abril de 1973) es un actor, escritor y comediante estadounidense. Es el creador y actor principal de la comedia de situación de ABC Man Up!

## Carrera
Nacido en la ciudad de Nueva York, Moynihan consiguió su primer trabajo en el negocio del entretenimiento en 1997 como actor en la serie de corta duración Jenny. Luego pasó a actuar como actor de voz en Gary and Mike, seguido de un papel en la serie de televisión The Hughleys. Christopher Moynihan pasó a tener un papel recurrente en According to Jim. Fue actor, escritor y productor de 100 Questions, seguida de Man Up!. También es el creador y productor de Marlon.

## Filmografía

### Actor
| Año       | Título                   | Papel          | Notas                                           |
| --------- | ------------------------ | -------------- | ----------------------------------------------- |
| 1998      | Jenny                    | Deke           |                                                 |
| 2001      | Gary and Mike            | Gary (voz)     |                                                 |
| 2001      | The Fighting Fitzgeralds | Terry          |                                                 |
| 2001      | The Hughleys             | Jimmy          |                                                 |
| 2001–2003 | According to Jim         | Chris          |                                                 |
| 2003      | Coupling                 | Jeff Clancy    | Protagonista                                    |
| 2003      | A Mighty Wind            | Sean Halloran  |                                                 |
| 2006      | For Your Consideration   | Brian Chubb    |                                                 |
| 2009      | House M. D.              | Neil Zane      | Episodio: "Here Kitty"                          |
| 2010      | 100 Questions            | Mike Poole     | También creador, escritor y productor ejecutivo |
| 2011      | Man Up!                  | Craig Griffith | También creador, escritor y productor ejecutivo |
| 2016      | Mascots                  | Phil Mayhew    |                                                 |

### Productor/escritor
| Año       | Título       | Notas                                                             |
| --------- | ------------ | ----------------------------------------------------------------- |
| 2017–2018 | Marlon       | Creador, productor ejecutivo y escritor                           |
| 2020      | Night School | Creador, productor ejecutivo y escritor, piloto no vendido de NBC |